# Azusa Yamamoto
Azusa Yamamoto (山本 梓 Yamamoto Azusa?) (Funabashi, Japón; 24 de abril de 1981) es una actriz, gravure idol y tarento japonesa. Fue nombrada como una de las "7 ídolos japonesas más irresistiblemente lindas" por la versión tailandesa de la revista FHM en 2010. La revista también la apodó "La villana más linda de la historia" por su trabajo cinematográfico en la serie super sentai Ninpū Sentai Hurricaneger. Su hermano mayor, Kōhei Yamamoto, también es actor.

## Trabajos

### Series TV
- Ninpū Sentai Hurricaneger (2002-2003): Primera Lancera Furabījo
- Detective Conan Case Closed: Voz de Herself (episodio 488)

### Película
- Ninpū Sentai Hurricaneger: Shushutto the Movie (2002): Primera Lancera Furabījo
- Ninpū Sentai Hurricaneger vs. Gaoranger (2003): Primera Lancera Furabījo
- Bakuryū Sentai Abaranger vs. Hurricaneger (2004): Primera Lancera Furabījo
- Tokusō Sentai Dekaranger The Movie: Full Blast Action (2004): Estudiante
- GōGō Sentai Bōkenger vs. Super Sentai (2007): Primera Lancera Furabījo
- Ninpū Sentai Hurricaneger: 10 Years After (2013): Primera Lancera Furabījo

### Álbum
- Azu★Tra~Urusei Yatsura Lum's Love Song~